# Vilabertrán
Vilabertrán (oficialmente en catalán: Vilabertran) es un municipio español de la comarca del Alto Ampurdán, en la provincia de Gerona, comunidad autónoma de Cataluña.

## Geografía
Integrado en la comarca de Alto Ampurdán, se sitúa a 45 kilómetros de la capital provincial. El término municipal está atravesado por la carretera N-II en el pK 756 además de por carreteras locales que permiten la comunicación con Cabanas, Perelada, Alfar y Figueras.
El término municipal es bastante reducido, cuenta con 2,29 km² de extensión ubicados en la llanura ampurdanesa, en el interfluvio de los ríos Manol y Muga, aunque ninguno de ellos cruza su reducida extensión. El territorio se encuentra bien regado por numerosos pozos y por la riera de Figueras al sur, que discurre paralela al límite con Figueras. La altitud oscila entre los 21 y los 14 m sobre el nivel del mar, alzándose el pueblo a 19 m sobre el nivel del mar.
El pueblo nació alrededor del monasterio de Santa María de Vilabertrán, importante abadía augustiniana, que después sería colegiata en el año 1592 hasta la desamortización de Mendizábal en el año 1835.
| Noroeste: Cabanas  | Norte: Cabanas | Noreste: Cabanas  |
| Oeste: Cabanas     |                | Este: Perelada    |
| Suroeste: Figueras | Sur: Figueras  | Sureste: Figueras |

## Momumentos y lugares de interés
- Monasterio de Santa María de Vilabertrán. Románico del siglo XI.
- Torre d'en Reig. Modernista del siglo XIX y principios del siglo XX. Es el edificio que ocupa el ayuntamiento.

## Demografía
Vilabertrán cuenta con una población de 984 habitantes (INE 2024).
| Gráfica de evolución demográfica de Vilabertrán entre 1842 y 2021                                                   |
| |
| Población de derecho según los censos de población del INE Población de hecho según los censos de población del INE |